# Aleșd
Aleșd (în maghiară: Élesd) este un oraș în județul Bihor, Crișana, România, format din localitățile componente Aleșd (reședința), Pădurea Neagră, Peștiș și Tinăud.

## Geografie
Se situează în depresiunea Vad-Borod, pe Crișul Repede, la o altitudine medie de 224 m, la poalele Munților Plopiș la nord-est și la poalele Munților Pădurea Craiului la sud de oraș. Distanța față de municipiul Oradea este de 38 km.

## Istoric
Trecutul istoric este strâns legat de Cetatea Șinteu, situată pe o stâncă la mică distanță de oraș. Cetatea a fost construită în a doua jumătate a secolului al XIII-lea și a fost atestată documentar în 1306. Prima atestare documentară a Aleșdului este din jurul anilor 1291-1294, când apare într-un registru de dijme episcopale sub numele de Villa Elusd. El a fost înființat prin colonizare de către stăpânii cetății, pe domeniul acesteia. În 1332 este consemnată cu numele Sacerdos de Villa Elesd, iar în 1622 cu toponimul Elesd.
În perioada 1658-1660 cetatea Șinteu s-a aflat în posesia voievodului muntean Constantin Șerban Basarab. În 1711, după Pacea de la Sătmar, cetatea a fost aruncată în aer de trupele imperiale. 
În 1904 aici a avut loc o puternică mișcare țărănească, cu participarea a peste 5.000 de țărani români și maghiari, împotriva măsurilor guvernului de la Budapesta. Această puternică mișcare țărănească a fost reprimată sângeros. Evenimentul este comemorat printr-un monument situat în centrul orașului.
Aleșdul a fost declarat oraș în anul 1968.

## Demografie
Componența etnică a orașului Aleșd
     Români (58,86%)
     Romi (15,63%)
     Maghiari (11,44%)
     Slovaci (6,06%)
     Alte etnii (0,21%)
     Necunoscută (7,8%)
Componența confesională a orașului Aleșd
     Ortodocși (44,8%)
     Romano-catolici (17,87%)
     Penticostali (11,46%)
     Reformați (8,15%)
     Baptiști (7,12%)
     Alte religii (1,84%)
     Necunoscută (8,76%)
Conform recensământului efectuat în 2021, populația orașului Aleșd se ridică la 9.662 de locuitori, în scădere față de recensământul anterior din 2011, când fuseseră înregistrați 10.066 de locuitori. Majoritatea locuitorilor sunt români (58,86%), cu minorități de romi (15,63%), maghiari (11,44%) și slovaci (6,06%), iar pentru 7,8% nu se cunoaște apartenența etnică. Din punct de vedere confesional, cei mai mulți locuitori sunt ortodocși (44,8%), cu minorități de romano-catolici (17,87%), penticostali (11,46%), reformați (8,15%) și baptiști (7,12%), iar pentru 8,76% nu se cunoaște apartenența confesională.
Date: Recensăminte sau birourile de statistică - grafică realizată de Wikipedia

## Politică și administrație
Orașul Aleșd este administrat de un primar și un consiliu local compus din 17 consilieri. Primarul, Ioan Coloman Todoca[*], de la Partidul Național Liberal, este în funcție din 2016. Începând cu alegerile locale din 2024, consiliul local are următoarea componență pe partide politice:
|  | Partid                                                  | Consilieri | Componența Consiliului | Componența Consiliului | Componența Consiliului | Componența Consiliului | Componența Consiliului | Componența Consiliului | Componența Consiliului |
|  | ------------------------------------------------------- | ---------- | ---------------------- | ---------------------- | ---------------------- | ---------------------- | ---------------------- | ---------------------- | ---------------------- |
|  | Partidul Național Liberal                               | 7          |                        |                        |                        |                        |                        |                        |                        |
|  | Partidul Social Democrat                                | 5          |                        |                        |                        |                        |                        |                        |                        |
|  | Uniunea Salvați România                                 | 2          |                        |                        |                        |                        |                        |                        |                        |
|  | Uniunea Democrată Maghiară din România                  | 2          |                        |                        |                        |                        |                        |                        |                        |
|  | Uniunea Democratică a Slovacilor și Cehilor din România | 1          |                        |                        |                        |                        |                        |                        |                        |

Primarii Orașului Aleșd după 2000:
2000 - 2004 - Zeno Țipțer (PNL)
2004 - 2008 - Zeno Țipțer (PNL)
2008 - 2012 - Zeno Țipțer (PNL)
2012 - 2016 - Zeno Țipțer (PNL)
2016 - 2020 -  Ioan Coloman Todoca (PNL)
2020 - 2024 - Ioan Coloman Todoca (PNL)
2024 - prezent - Ioan Coloman Todoca (PNL)

## Economie

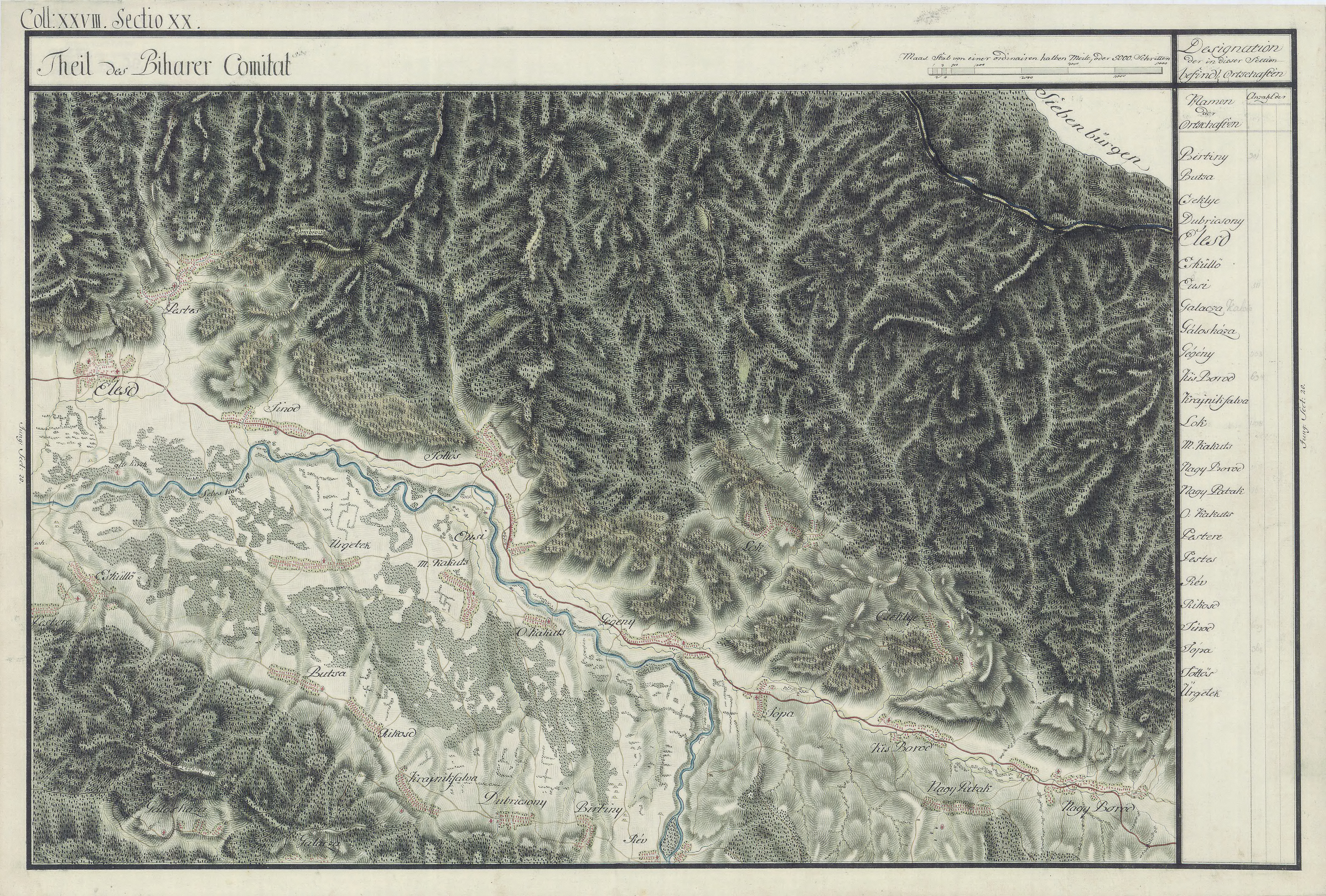
Aleșd în Harta Iosefină a Comitatului Bihor, 1782-85

Industria cea mai dezvoltată în zonă este cea a materialelor de construcții, în special ciment, var și produse refractare - sector preluat de firma elvețiană Holcim. Industria a suferit un puternic șoc după 1989. În 1998 a fost declarată zonă defavorizată. Acest statut a permis atragerea de noi investiții în industria ușoară, respectiv crearea locurilor de muncă pierdute după criza din industria materialelor extractive. Între 1998-2002 au fost create peste 1.500 de locuri de muncă.
Orașul Aleșd beneficiază în prezent de o centură ocolitoare, finalizată integral în august 2024, iar în prezent, rețeaua de gaz a orașului și viitorul parc industrial sunt în lucru. Construcția Parcului Industrial Aleșd vor genera în următorii ani locuri de muncă consistente pentru locuitorii din oraș și împrejurimi.

## Turism
Zona beneficiază de un important potențial turistic și sportiv evidențiat prin:
- Existența unor resurse naturale ca: izvorul de ape minerale din localitatea Pădurea Neagra și apă termală (în Aleșd)
- Infrastructura pentru turism și agrement: un hotel și un motel, 4 restaurante; un ștrand cu apă termală; un lac de acumulare pe care se pot practica pescuitul și sporturile nautice
- Existența unor obiective de interes turistic: Biserica Ortodoxă de influență muntenească, ctitoria lui Constantin Șerban „Cârnu” din satul Tinăud (1658), Biserica Ortodoxă din lemn din Pestiș (sec. al XVIII-lea), Cetatea "Piatra Șoimului" din Pestiș (sec. al XIII-lea), Castelul "Poiana Florilor" din sec. al XIX-lea, Peștera Osoiu etc.
- Sărbători populare cîmpenești și evenimente socio-culturale din zonă: Tîrgul de vară "Aleșdana"
- Potențial sportiv exprimat prin: un stadion cu 2.000 locuri, 2 săli de sport, 2 baze sportive, un teren de fotbal și un bazin de înot.
- Posibilitatea desfășurării de activități de vînătoare și pescuit sportiv: în pădurile din zonă trăiesc o mare diversitate de animale sălbatice, iar în lacul de acumulare se poate practica pescuitul sportiv și vînatul la păsări de baltă.

## Personalități născute aici
- Ioan Iacob (1876 - 1951), avocat, deputat în Marea Adunare Națională de la Alba Iulia;
- Iacob Lazăr (1884 - 1951), deputat în Marea Adunare Națională de la Alba Iulia;
- Dan Onaca (1932 - 2006), opozant al regimului comunist;
- Ecaterina Deliman (n. 1936), om politic comunist, deputat în Marea Adunare Națională;
- Florian Bercea (n. 1937), profesor universitar, politician;
- Adrian Merka (n. 1976), politician;
- Mihai Ioan Lasca (n. 1980), politician.

## Orașe înfrățite
- Kaba, Ungaria
- Stará Ľubovňa, Slovacia
- Băcioi, Republica Moldova[10]
- 🇵🇱 Dzierzkowice Polonia

## Vezi și
- Biserica "Sfântul Dumitru" din Tinăud
- Muntele Șes - sit de importanță comunitară inclus în rețeaua ecologică europeană Natura 2000 în România și Lacurile de acumulare de pe Crișul Repede (arie de protecție specială avifaunistică).

## Galerie de imagini

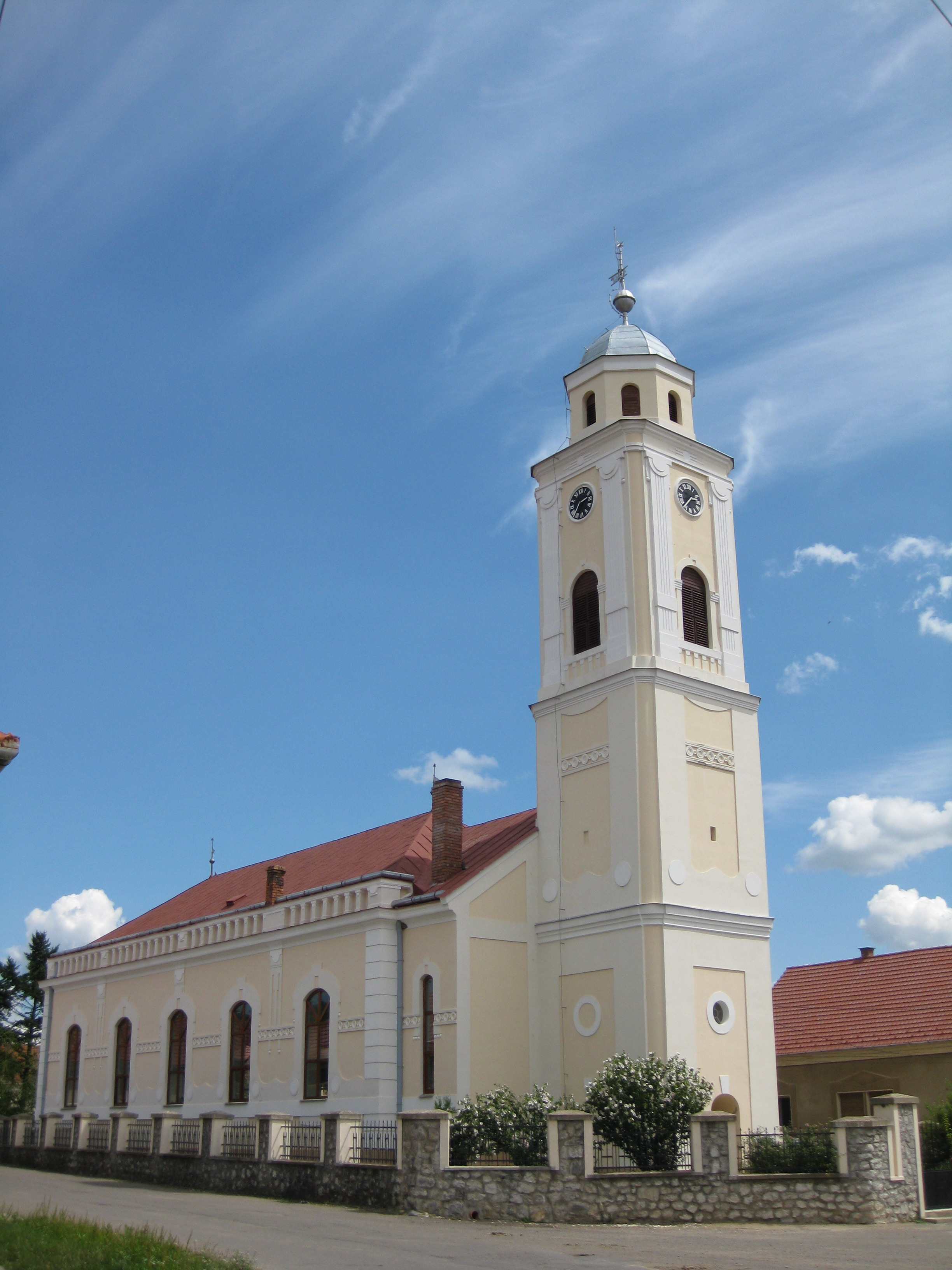
Biserica reformată din Aleșd
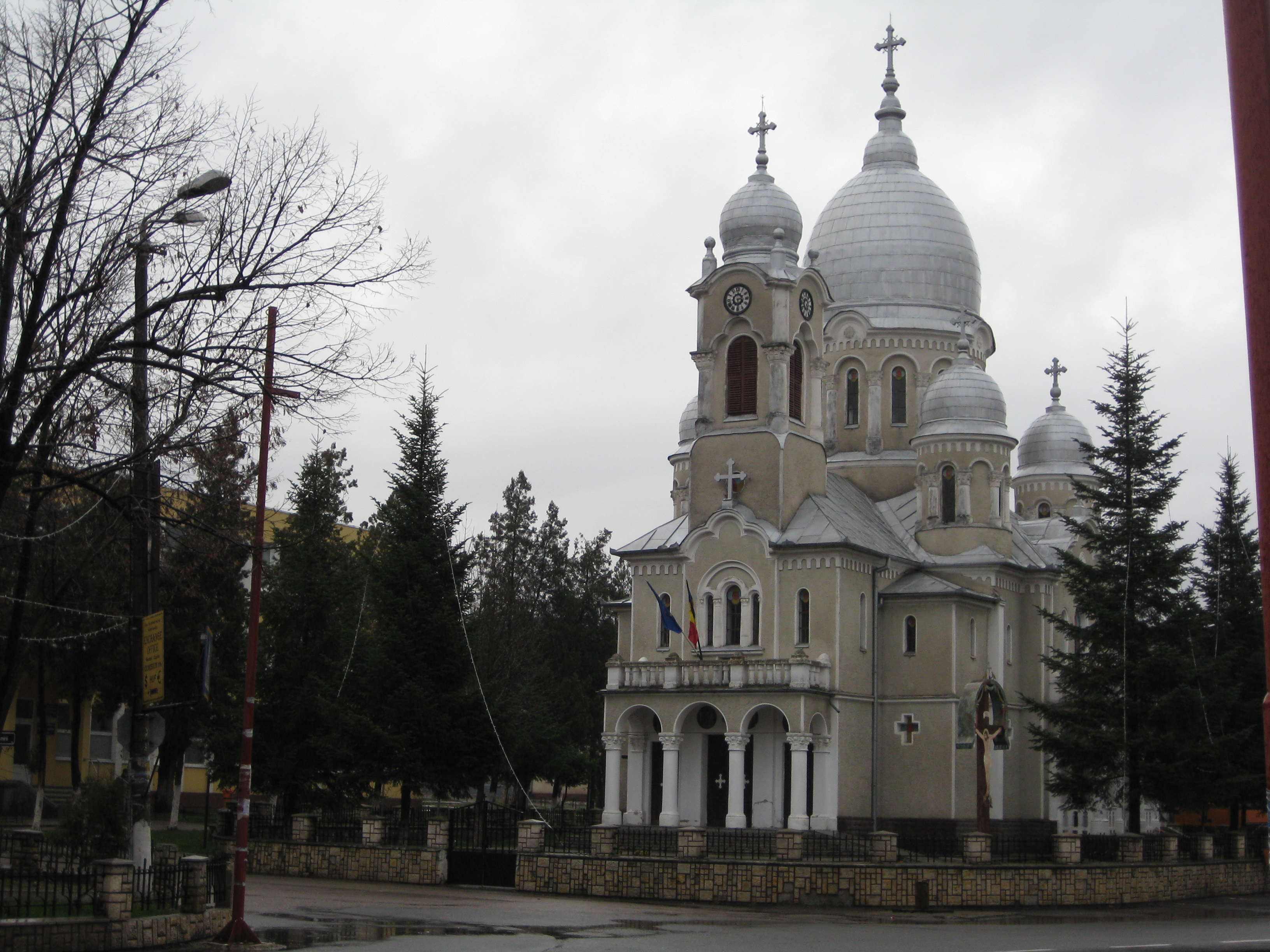
Biserica ortodoxă din Aleșd
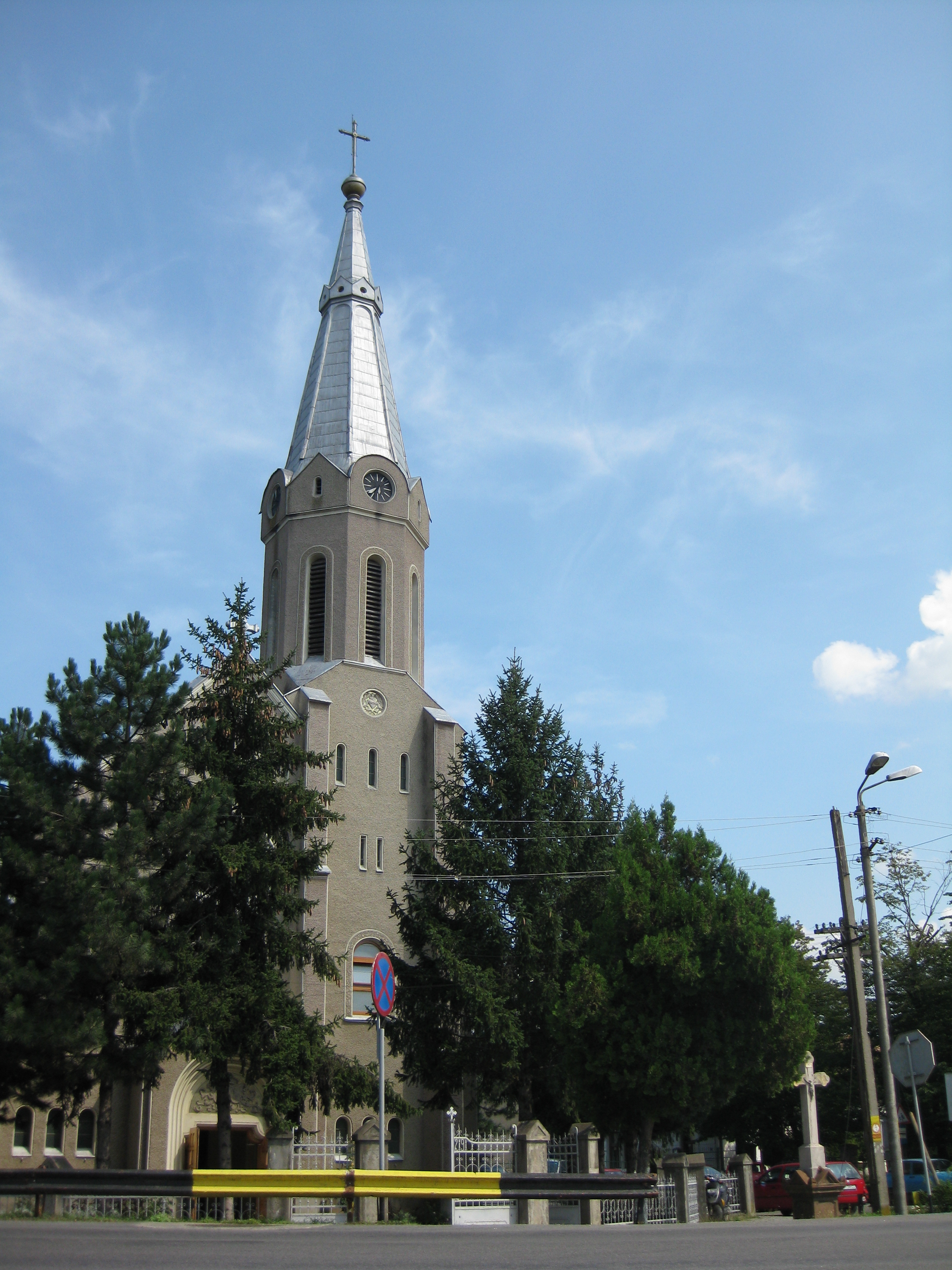
Biserica romano-catolică din Aleșd
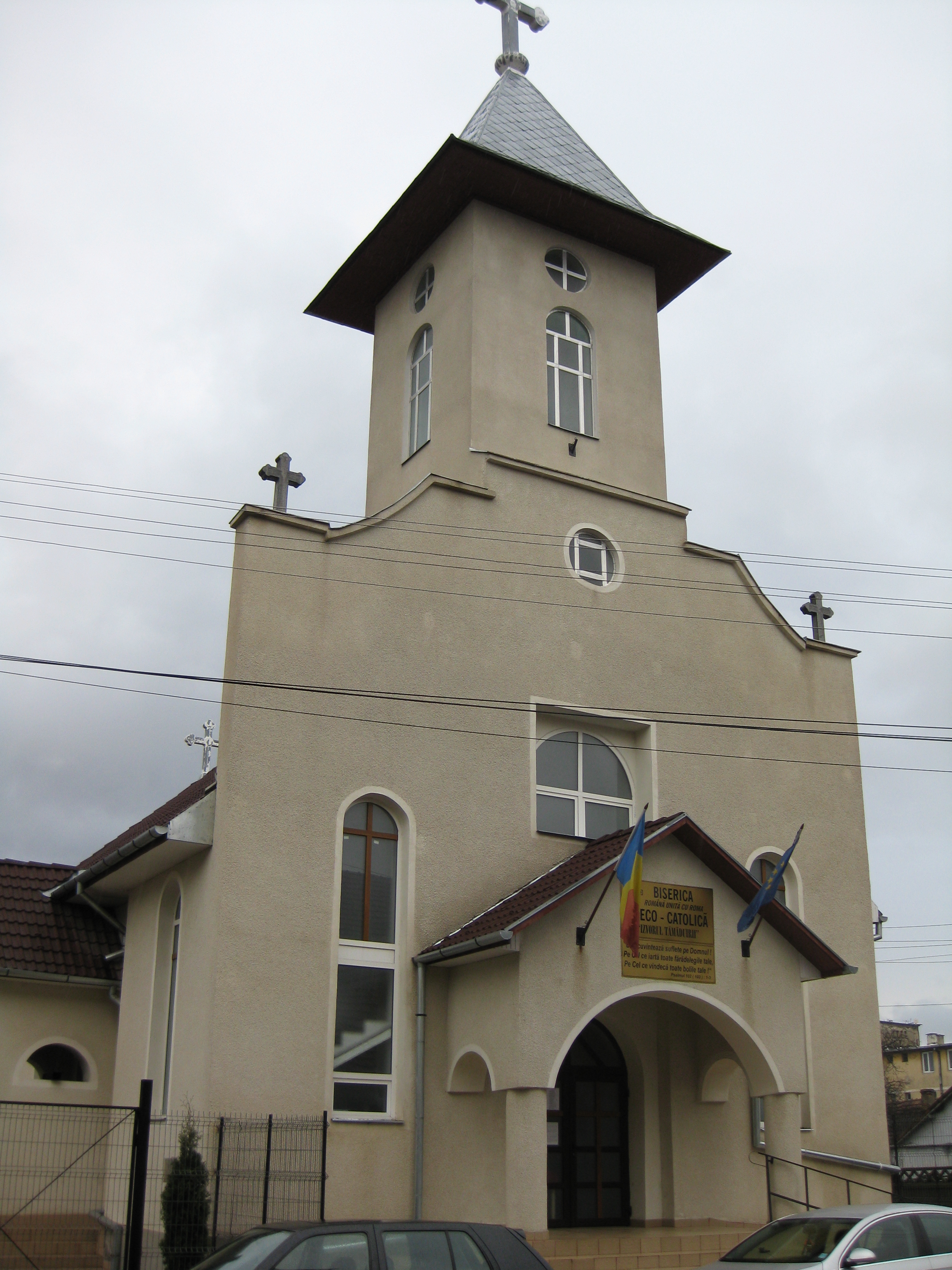
Biserica greco-catolică din Aleșd
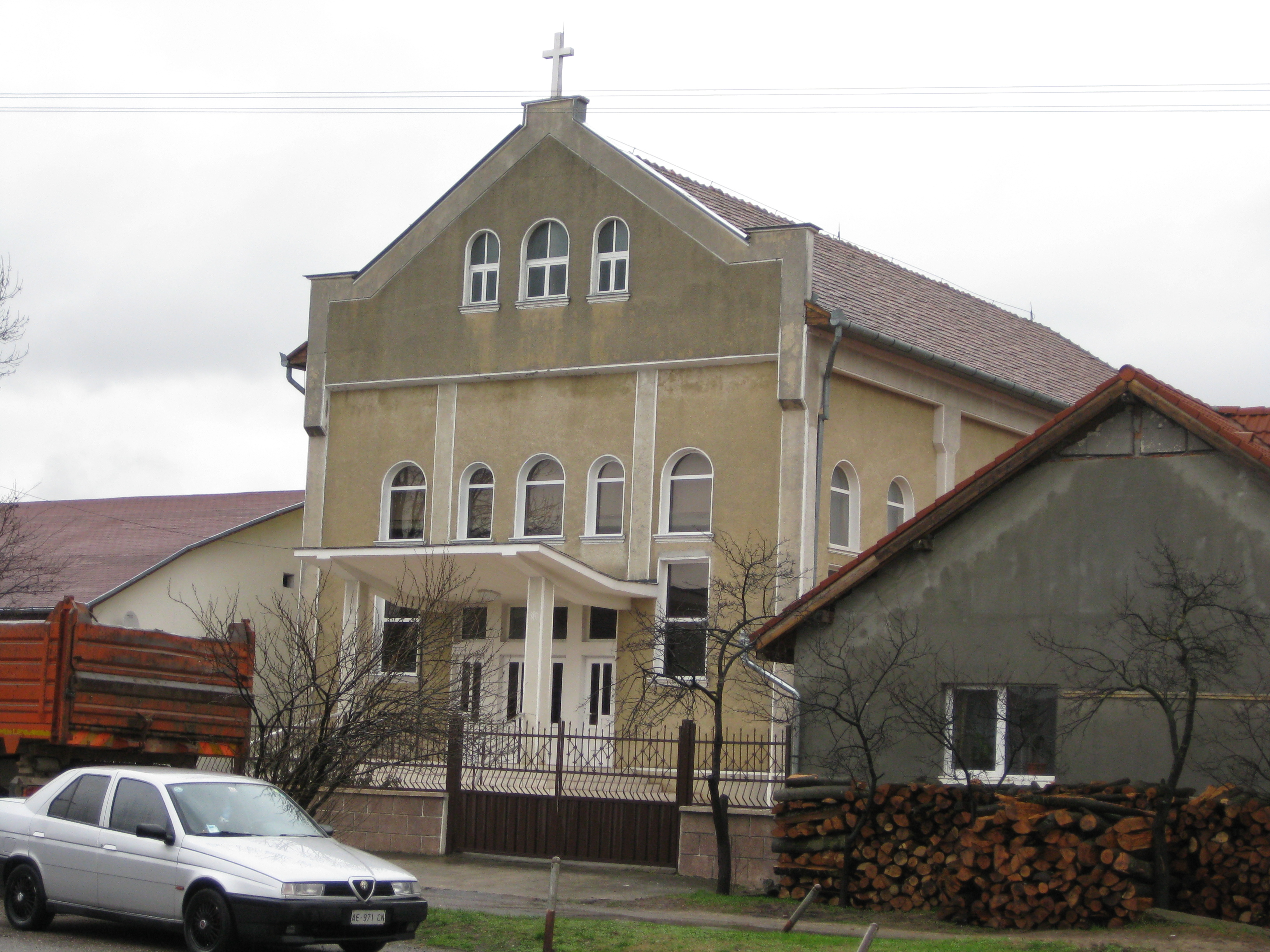
Casa de rugăciune baptistă din Aleșd
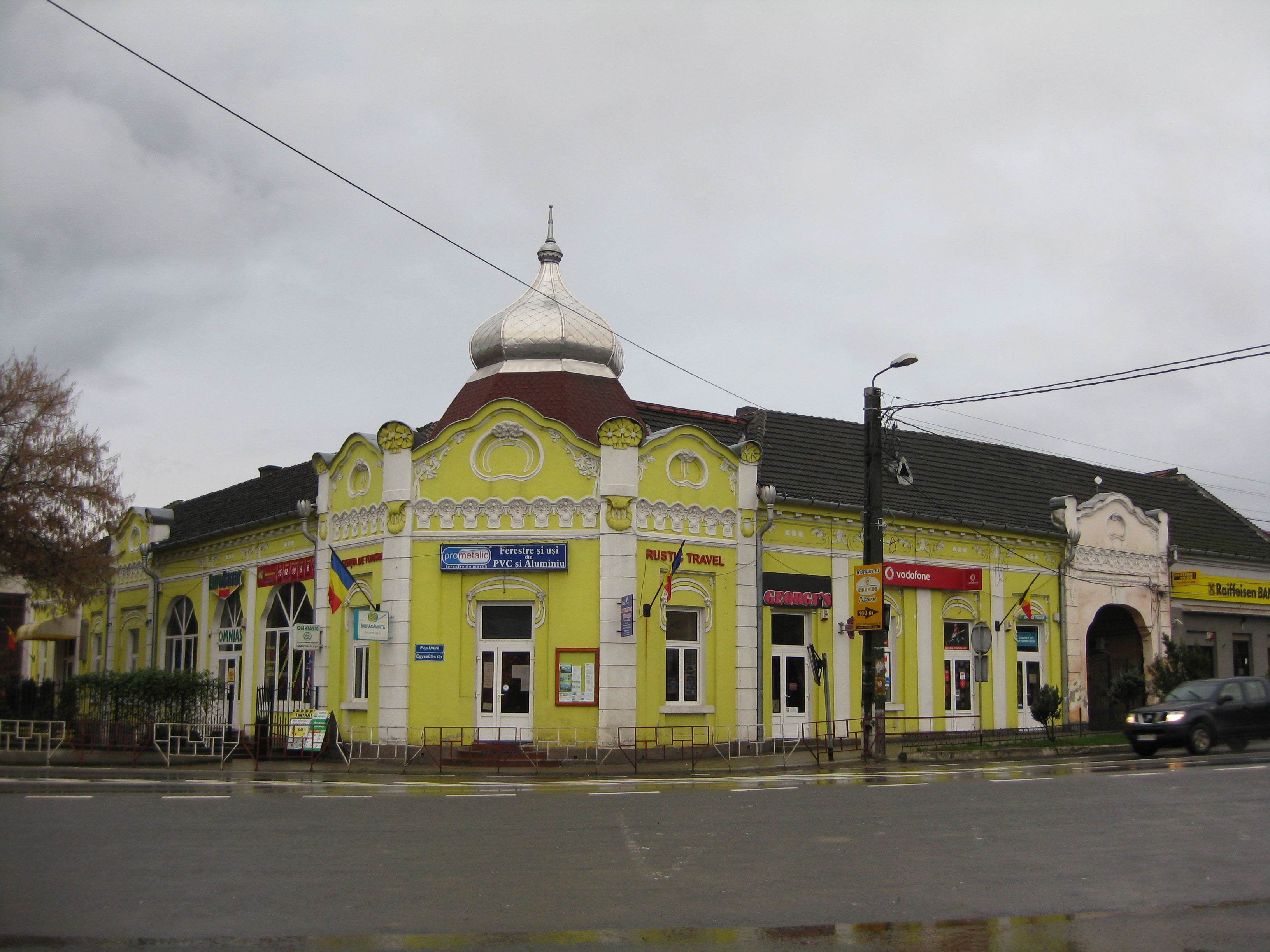
Vechiul hotel "Elizaveta" din Aleșd
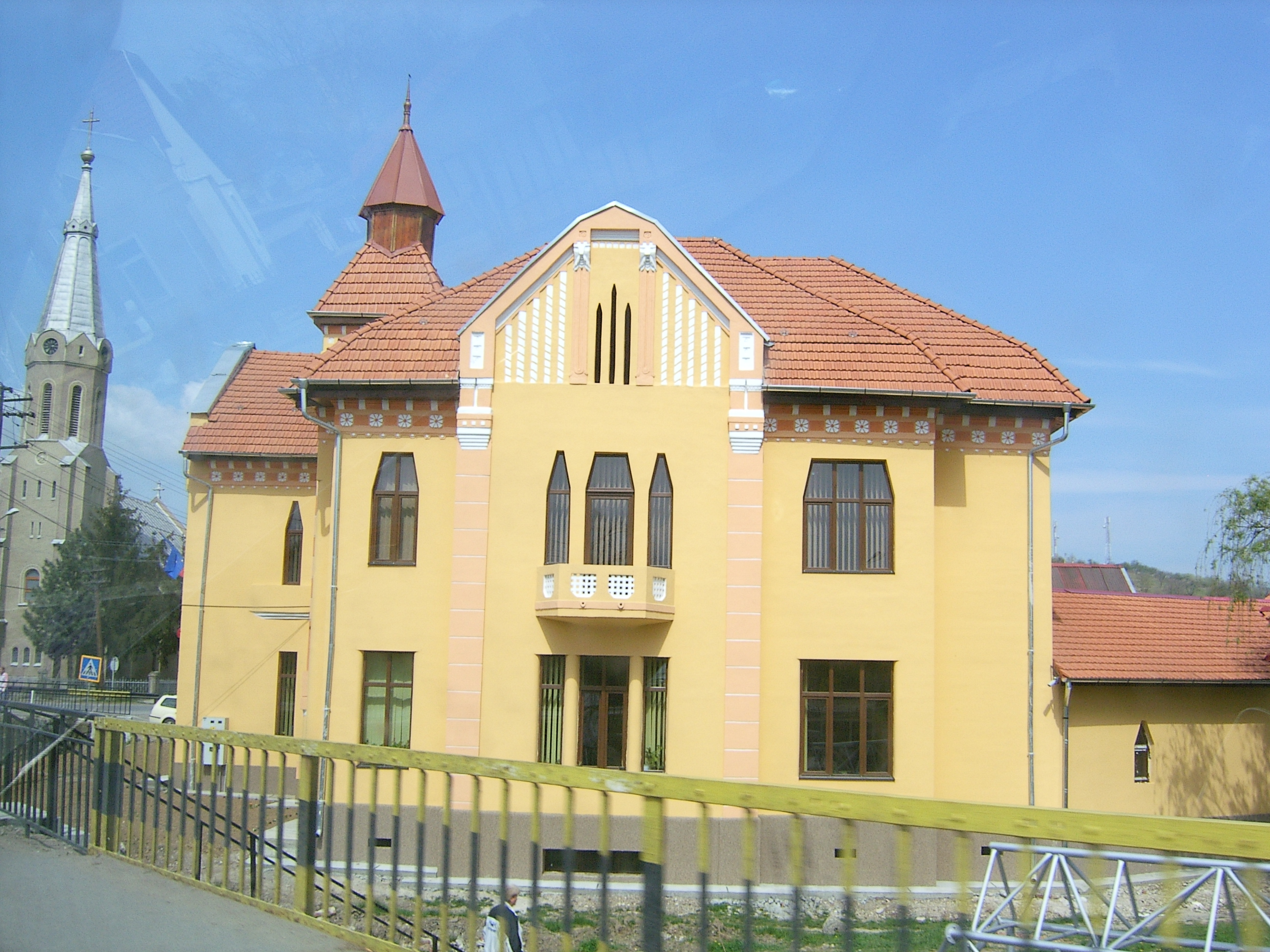
Casa "Létai" din Aleșd
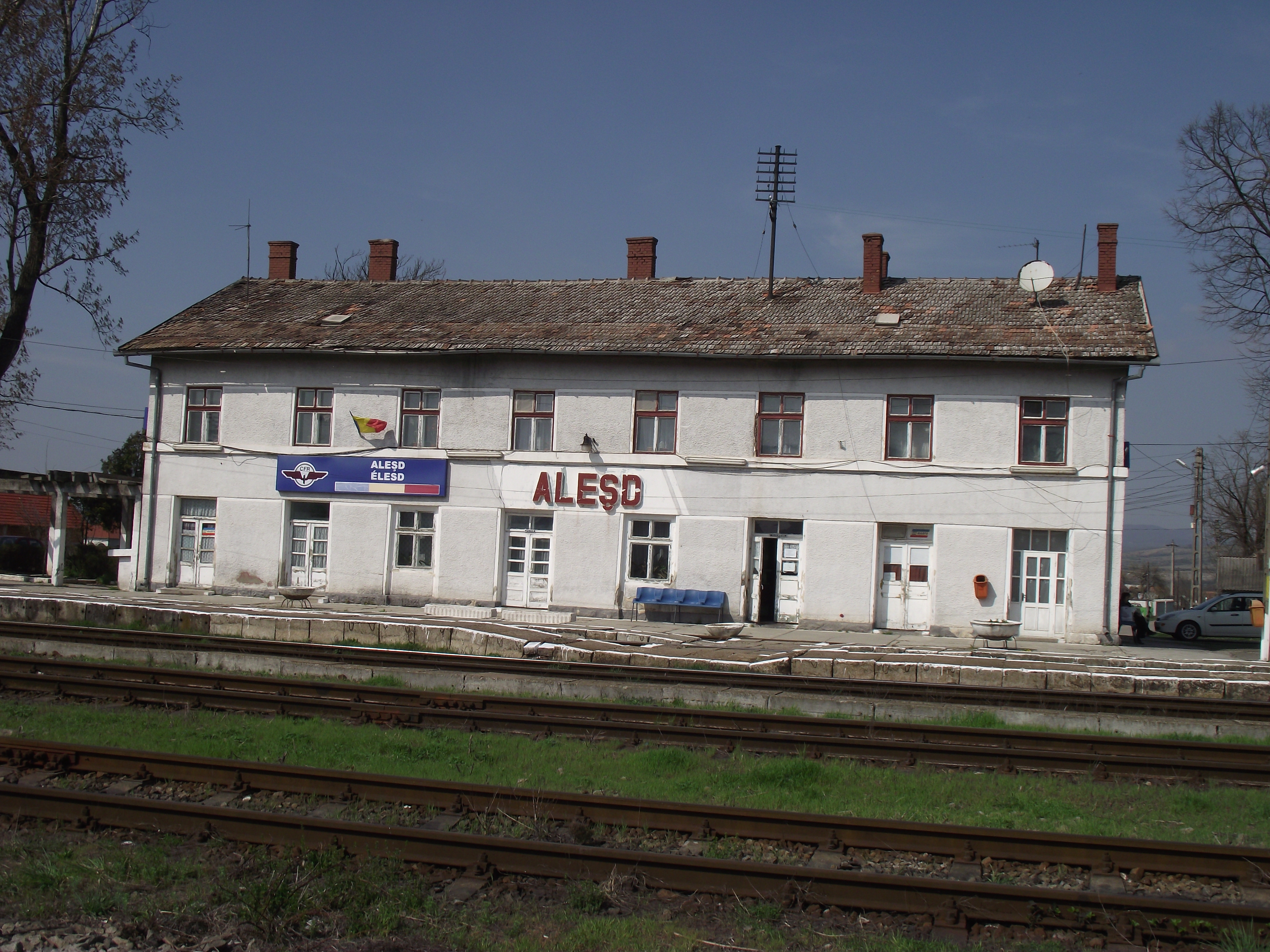
Gara Aleșd
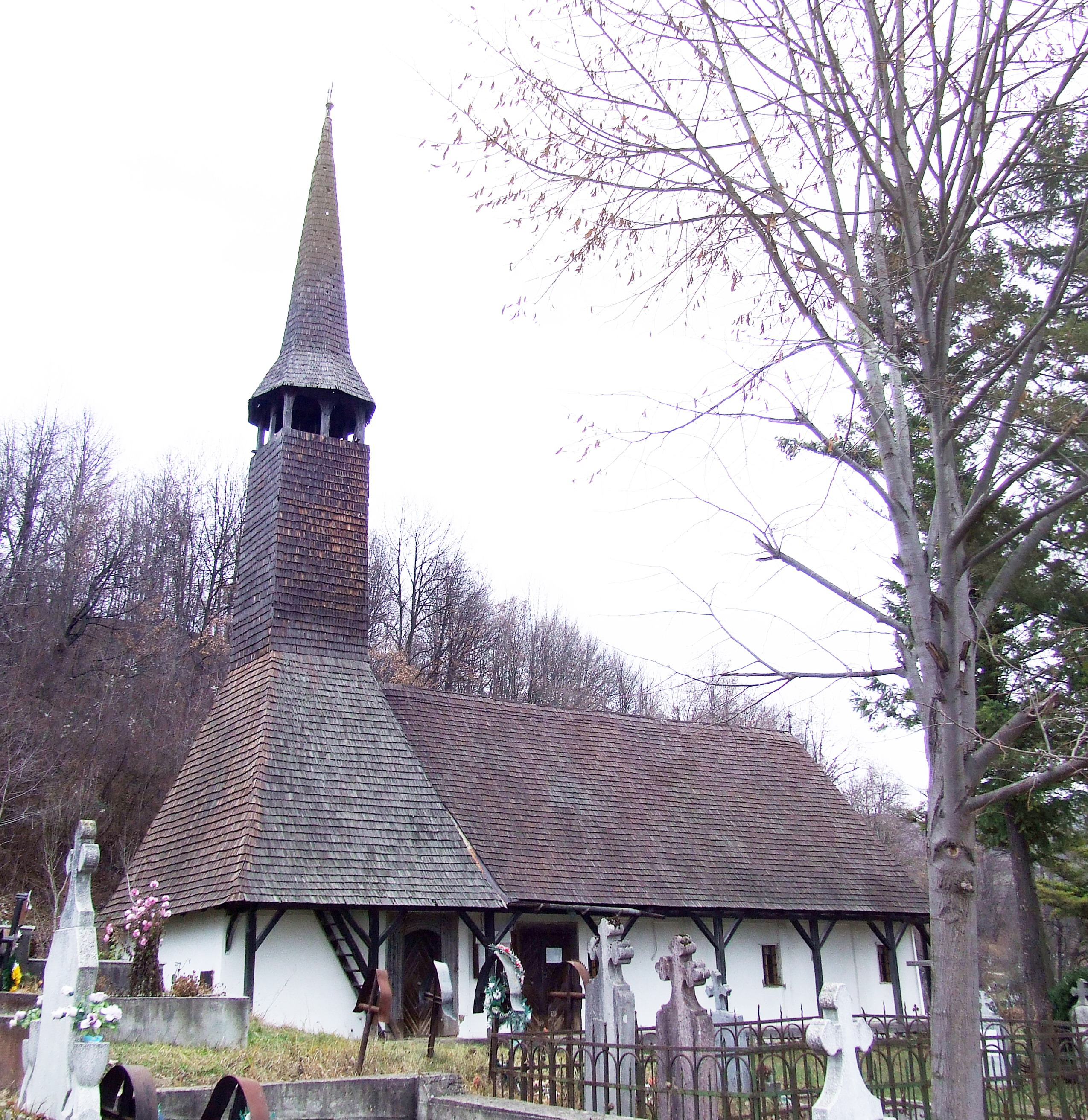
Biserica de lemn din Peștiș (Aleșd)